# Stupid Fat Americans
Albums de Zebrahead
Playmate of the Year
(2000) MFZB
(2003)
Stupid Fat Americans est un EP du groupe de punk-rock américain Zebrahead sorti en 2001 seulement au Japon. La pochette de Stupid Fat Americans ressemble fortement à celle de Playmate of the Year.

## Liste des chansons
1. Wasted - 3:29
2. Chrome (Demo version) - 2:43
3. Swing (Demo version)- 2:39
4. Deck the Halls (I Hate Christmas) (Avec Intro) - 3:56
5. Jag Off (Live) - 3:14
6. Someday (Live) - 3:31
7. Get Back (Live) - 3:27

## Membres du groupe
- Justin Mauriello – Guitare rythmique, Chant
- Ali Tabatabaee – Chant
- Greg Bergdorf – Guitare solo
- Ben Osmundson – Guitare basse
- Ed Udhus –  Batterie